# Idiocera impavida
Idiocera impavida là một loài ruồi trong họ Limoniidae. Chúng phân bố ở miền Australasia.